# بيترو فارينا
بيترو فارينا (بالإيطالية: Pietro Farina)‏ هو كاهن كاثوليكي إيطالي، ولد في 7 مايو 1942 في مادالوني في إيطاليا، وتوفي في 24 سبتمبر 2013 في بوزيلي في إيطاليا.